# Travaux du Sud-Ouest
 (septembre 2022).
Si vous disposez d'ouvrages ou d'articles de référence ou si vous connaissez des sites web de qualité traitant du thème abordé ici, merci de compléter l'article en donnant les références utiles à sa vérifiabilité et en les liant à la section « Notes et références ».

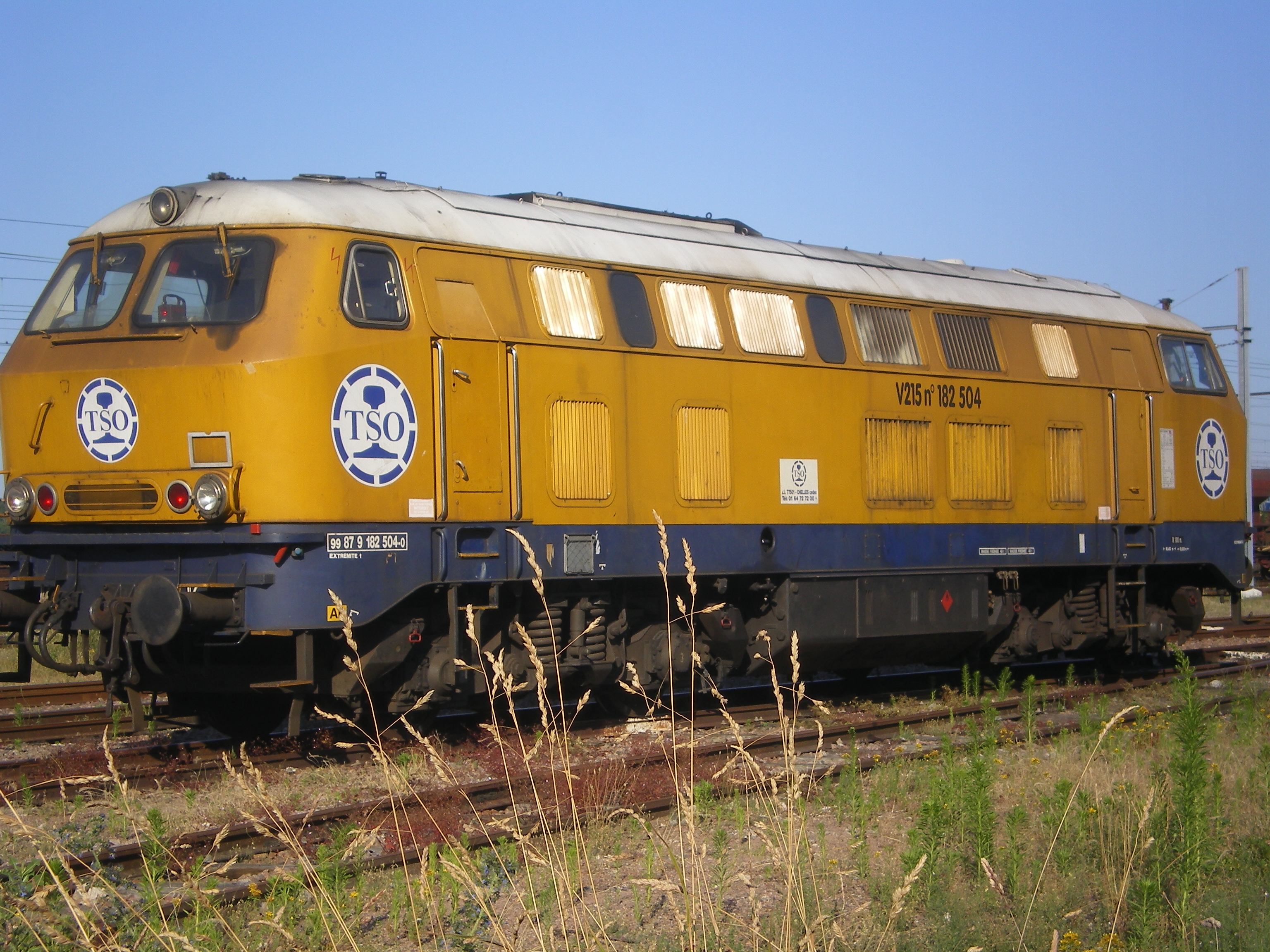
Une locomotive de type DB série 218.

L'entreprise TSO est une entreprise spécialisée dans les travaux sur les infrastructures ferroviaires et les voies de chemins de fer. Son principal client est la SNCF, dont elle est un prestataire de service. Elle a été créée en 1927 par Auguste Perron sous le nom de Travaux du Sud-Ouest et est désormais présente à l'international. Depuis 2011, TSO fait partie du  groupe NGE, quatrième groupe de BTP français indépendant.

## Historique
- En 1927, création par Auguste Perron.
- Pendant la Seconde Guerre mondiale, l'entreprise suspend volontairement son activité.
- En 1945, TSO reprend ses activités en 1945 et participe à la reconstruction du réseau ferroviaire français pour la SNCF.
- En 1964, Loïc Perron, neveu d' Auguste Perron, prend la direction de l’entreprise.
- Dans les années 1970, l'activité de l'entreprise s'étend à l'étranger.
- Dans les années 1980 et 1990, TSO pose notamment les voies du record de vitesse sur rail de 1990, 515,3 km/h sur la LGV Atlantique, et du tunnel sous la Manche.
- En 1996, Emmanuèle Perron préside le groupe.
- Au début des années 2000, TSO pose les voies du record du monde de vitesse sur rail de 2007,  574,8 km/h sur la LGV Est européenne.
- Le 4 mars 2009, l'entreprise reçoit son certificat de sécurité, des mains de l'EPSF[2].
- En 2011, TSO rejoint le groupe NGE[3].
- Aujourd'hui présente sur les cinq continents, TSO a son siège social attenant à Chelles (Seine-et-Marne)[4], ainsi que ses principaux ateliers, soit six hectares sur le site du chemin du Corps-de-Garde, au sud de l'important triage de Vaires-sur-Marne.

## Filiales et activités

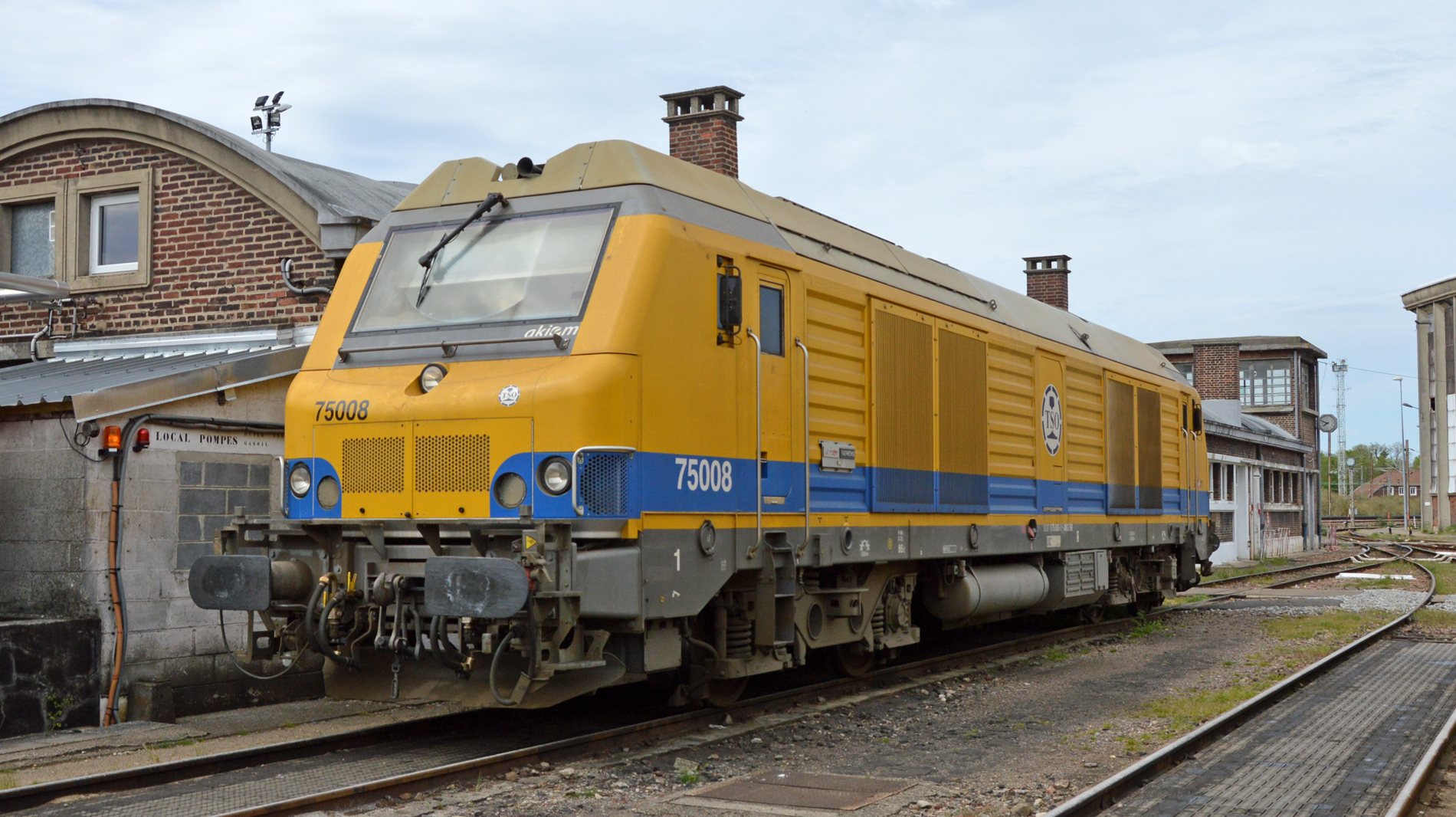
Locomotive BB75000 utilisée par TSO

TSO s'occupe principalement de la construction des voies et de leur entretien, mais s'occupe également des engins de maintenance et de construction ferroviaire, ainsi que des caténaires.
Le groupe TSO est composé de dix filiales avec chacune une expertise spécifique :
- EGENIE : renouvellement de voies, de maintenance ou de remplacement d'appareils de voies sur lignes exploitées et sur lignes fermées ;
- FRASCA : pose et entretien de voies ferrées en France, essentiellement en région parisienne ;
- FVF : sécurisation de chantiers ferroviaires ;
- MIRE : topographie, activités d'études et de métrés, développement des logiciels ferroviaires et formation orientée vers la topographie ;
- OFFROY : pose et entretien de voies ferrées et installations terminales embranchées ;
- OLICHON : pose et entretien ainsi que travaux de génie-civil ferroviaire, essentiellement dans l'ouest de la France ;
- SAGES RAIL : expertise de sécurité ferroviaire ;
- SIFEL : entretien, réparation et reconditionnement d'engins motorisés ferroviaires, entretien du parc de locomotives ;
- TSO CATENAIRES : études et travaux de construction, de pose, de remaniement et d'entretien des lignes caténaires en France et à l'international ;
- TSO SIGNALISATION : activités de signalisation ferroviaire.

## Réalisations notables

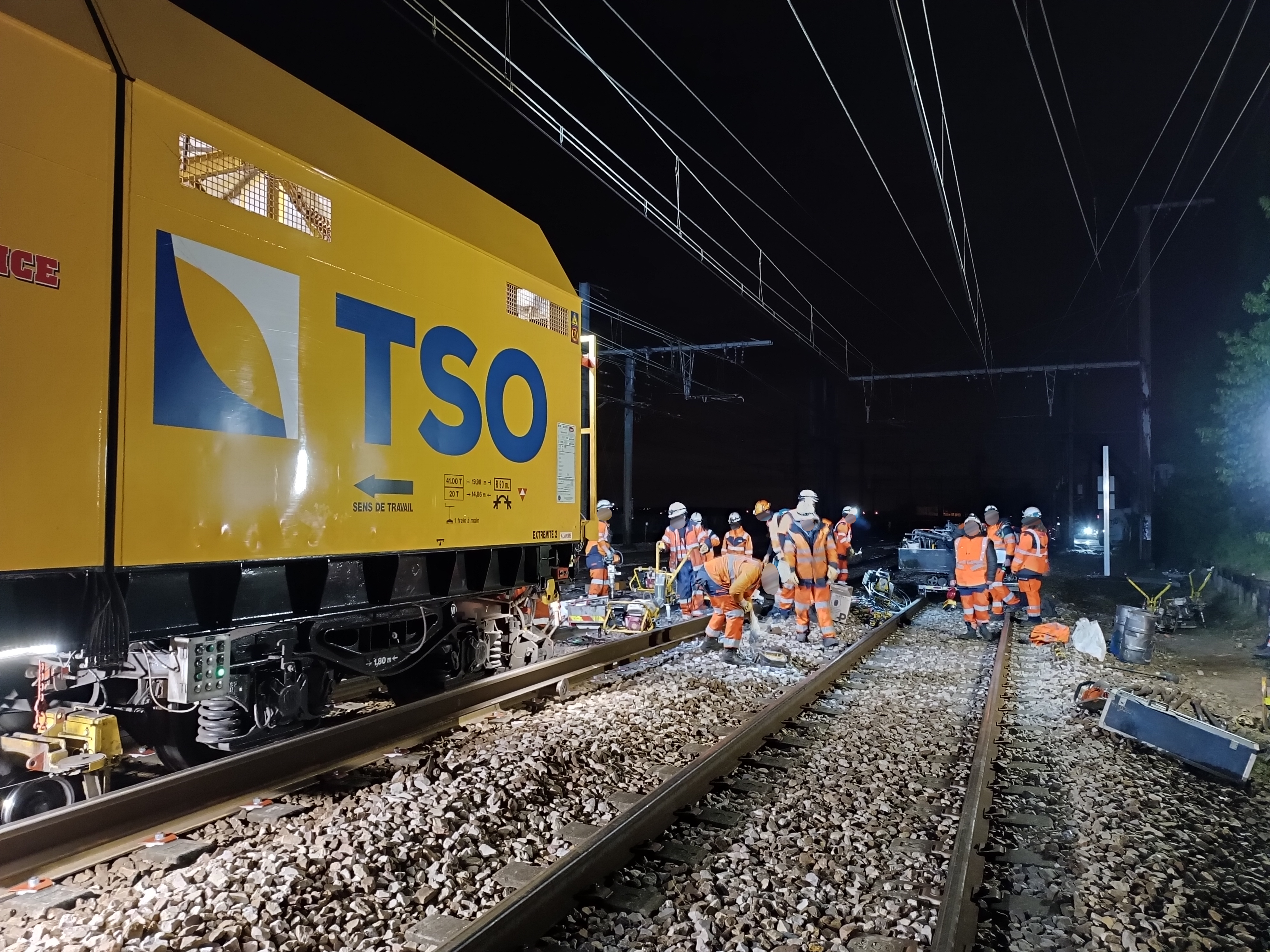
Train de travaux BOA pour un entretien et renouvellement de rails

TSO a contribué aux réalisations suivantes :
- en France :
  - Île-de-France : infrastructures de transport du Grand Paris Express[5] ;
  - Paris : renouvellement des appareils de voie sur le RER C[6] ;
  - Paris : prolongement du RER E vers l'ouest[7] ;
  - Nouvelle Aquitaine : renouvellement de la ligne Niort - Saintes (2024 - 2025)
  - Provence-Alpes-Côte d'Azur : modernisation de la ligne ferroviaire Marseille - Gardanne - Aix-en-Provence[8] ;
  - Tours - Bordeaux : pose de voies sur la ligne à grande vitesse LGV Sud Europe Atlantique[9] ;
  - Caen : construction de la ligne de tramway ;
  - Avignon : construction de la ligne de tramway ;
  - Oloron-Sainte-Marie - Bedous : réouverture de la section de la ligne entre les deux villes ;

- à l'international :

- - Mexique : participation a la création du train Maya dans le Yucatán.
  - Royaume-Uni : pose des voies du Crossrail  ;
  - Panama : construction de la ligne 2 du métro de Panama[10] ;
  - Équateur : construction du tramway de Cuenca ;
  - République dominicaine : extension de la ligne 2B du métro de Saint-Domingue ;
  - Arabie Saoudite : construction d'une ligne de chemins de fer[11][Laquelle ?] ;
  - Égypte : construction de la ligne 3 du métro du Caire.

## Chiffre d'affaires
| En 2021 | En 2020 | En 2019 | En 2018 |
| ------- | ------- | ------- | ------- |
| 478 M€  | 410 M€  | 440 M€  | 440 M€  |

## Matériel roulant

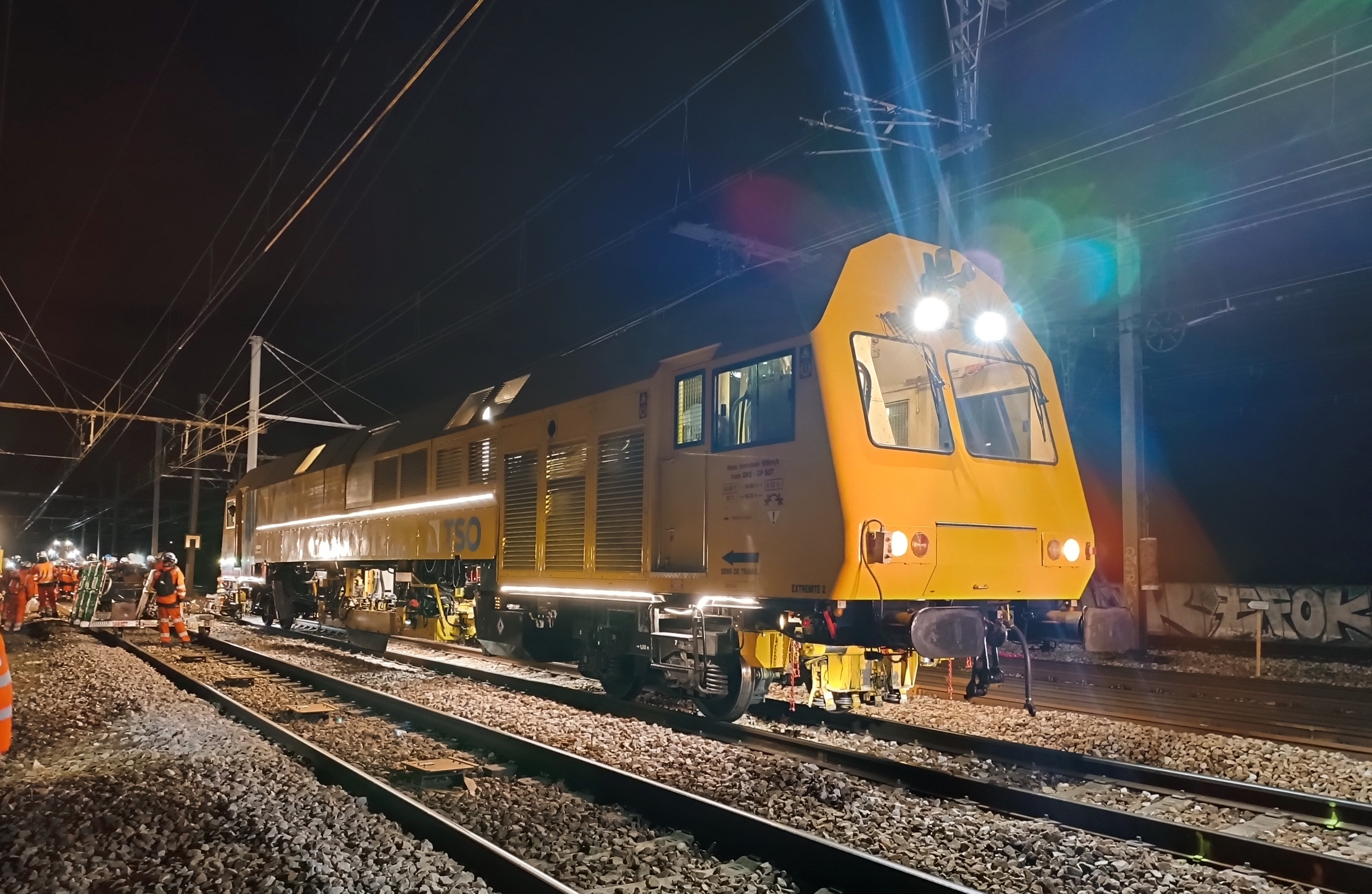
Train de travaux BOA 812 sur un chantier d'entretien et de renouvellement de rails

TSO a un parc matériel conséquent, notamment deux locomotives diesel V 211 rachetées, mises en vente par Deutsche Bahn, dont les moteurs avaient été modifiés par Alstom Lokomotiven Service à Stendal. En 2021, TSO a fait transformer l'une de ses deux V 211 en véhicule bimode à traction électrique et diesel, avec un moteur diesel de 900 kW et deux moteurs électriques de chacun 300 kW, ainsi qu'une batterie de 200 kW. Cela permet une utilisation pour des travaux en tunnel moins polluante.  Elle est numérotée V 212.0397 néo. Le second véhicule sera modifié plus tard.
Autres engins :
- BOA - (train usine pour entretien des voies ferrées) ;
- Grue Kirow ;
- DRL-C -
- Des suites rapides industrialisées[Quoi ?].

## Certifications
TSO est certifiée sur les 3 référentiels :
- ISO 9001 depuis 2007 ;
- ISO 45001 depuis 2021 (OHSAS 18001, depuis 2010) ;
- ISO 14001 depuis 2009.